# Правая Дворцовая аллея
Пра́вая Дворцо́вая алле́я (название с 1925 года) — аллея в Северном административном округе города Москвы на территории района Аэропорт.

## История
Аллея получила своё название в 1925 году по расположению справа от Петровского путевого дворца, построенного в 1775—1783 годах архитектором М. Ф. Казаковым.

## Расположение
Правая Дворцовая аллея проходит по территории Петровского парка от Ленинградского проспекта на северо-восток до площади Космонавта Комарова, на которой организован круговой перекрёсток с Дворцовой, Левой Дворцовой, Летней, Липовой и Нарышкинской аллеями и Красноармейской улицей. Правая Дворцовая аллея огибает Петровский путевой дворец с юго-востока (справа, если смотреть со стороны Ленинградского проспекта). С юго-востока к Дворцовой аллее примыкает Трудовая аллея. У начала аллеи установлен памятник Н. Е. Жуковскому. По Правой Дворцовой аллее не числится домовладений.

## Транспорт

### Наземный транспорт
По Правой Дворцовой аллее не проходят маршруты наземного общественного транспорта. У юго-западного конца аллеи, на Ленинградском проспекте, расположена остановка «Путевой дворец» автобусов м1, н1, н12, т70, т86, 356, у северо-восточного, на Красноармейской улице, — остановка «Красноармейская улица» автобуса 110, юго-восточнее аллеи, на Трудовой аллее, — остановка «Метро „Динамо“» автобусов 22, 22к, 84, 105, 105к, 110, 319, 384, 595, 727.

### Метро
- Станция метро «Динамо» Замоскворецкой линии и станция метро «Петровский парк» Большой кольцевой линии — юго-восточнее аллеи, на Ленинградском проспекте у примыкания к нему Театральной аллеи.